# Thomas H. Werdel

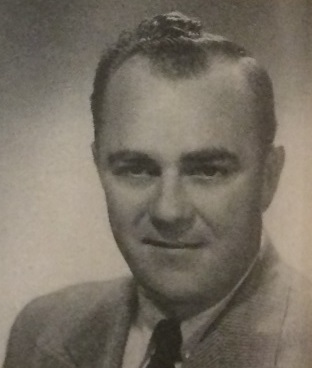
Thomas H. Werdel, 1949

Thomas Harold Werdel (* 13. September 1905 in Emery, Hanson County, South Dakota; † 30. September 1966 in Bakersfield, Kalifornien) war ein US-amerikanischer Politiker. Zwischen 1949 und 1953 vertrat er den Bundesstaat Kalifornien im US-Repräsentantenhaus.

## Werdegang
Im Jahr 1915 kam Thomas Werdel mit seinen Eltern in das Kern County in Kalifornien, wo er die öffentlichen Schulen einschließlich der Kern County Union High School besuchte. Danach studierte er bis 1930 an der University of California in Berkeley. Nach einem anschließenden Jurastudium an derselben Universität und seiner 1936 erfolgten Zulassung als Rechtsanwalt begann er in Bakersfield in diesem Beruf zu arbeiten. Gleichzeitig schlug er als Mitglied der Republikanischen Partei eine politische Laufbahn ein. In den Jahren 1943 und 1945 saß er als Abgeordneter in der California State Assembly. Bei den Kongresswahlen des Jahres 1948 wurde Werdel im zehnten Wahlbezirk von Kalifornien in das US-Repräsentantenhaus in Washington, D.C. gewählt, wo er am 3. Januar 1949 die Nachfolge von Alfred J. Elliott antrat. Nach einer Wiederwahl konnte er bis zum 3. Januar 1953 zwei Legislaturperioden im Kongress absolvieren. Diese waren von den Ereignissen des Kalten Krieges und des Koreakrieges geprägt.
Im Jahr 1952 wurde Werdel nicht wiedergewählt. Nach dem Ende seiner Zeit im US-Repräsentantenhaus praktizierte er wieder als Anwalt. 1956 bewarb er sich als Running Mate von T. Coleman Andrews bei der Präsidentschaftswahl um das Amt des Vizepräsidenten. Die beiden Kandidaten der States′ Rights Party kamen auf 108.055 Wählerstimmen, was einem Anteil von 0,17 Prozent entsprach und den dritten Platz hinter dem siegreichen Dwight D. Eisenhower und dem demokratischen Herausforderer Adlai Stevenson bedeutete. Thomas Werdel starb am 30. September 1966 in Bakersfield.